# Таріел Голуа
«Таріел Голуа» — радянський художній фільм 1968 року, знятий на кіностудії «Грузія-фільм».

## Сюжет
За однойменним романом Лео Кіачелі. Грузія в період революції 1905 року... Більшовицькі ідеї поступово проникають в свідомість селян. Місцевій владі доводиться силою придушувати бунтарські настрої. Таріел Голуа, місцевий селянин, дотримується мирного вирішення конфліктів, але коли царські солдати вбивають його єдиного сина і спалюють його будинок дотла, він розуміє, що єдиним шляхом боротьби стає збройний опір.

## У ролях
- Олександр Оміадзе — Таріел
- Тамаз Гамкрелидзе — Леван (дублював Фелікс Яворський)
- Іполит Хвічія — Кажина
- Отар Мегвінетухуцесі — Гаїоз Гадалендіа
- Давид Абашидзе — Бачуа
- Вахтанг Нінуа — Манучар
- Дудухана Церодзе — Варвара
- Акакій Васадзе — Давид
- Зураб Капіанідзе — Бежана
- Тамара Цицишвілі — Мтваріса
- Акакій Хідашелі — Гіо (дублював Віталій Коміссаров)
- Михайло Вашадзе — епізод
- Еммануїл Апхаїдзе — епізод
- Дато Данелія — епізод
- Алеко Габечава — епізод
- Мераб Гегечкорі — епізод
- Джемал Моніава — епізод
- Реваз Небієрідзе — епізод
- Владислав Вашадзе — епізод
- Гіві Джаджанідзе — епізод
- Олена Чохелі — епізод
- Ніно Мжаванадзе — Татія (дублювала Юліана Бугайова)
- Іраклій Кокрашвілі — сторож
- Джумбер Дзідзава — епізод
- Олександр Алазніспірелі — епізод
- Гурам Гогава — епізод
- Іване Сакварелідзе — епізод
- Тенгіз Майсурадзе — епізод
- Шермадін Сіхарулідзе — епізод

## Знімальна група
- Режисер — Леван Хотіварі
- Сценарист — Павле Чарквіані
- Оператор — Леван Намгалашвілі
- Композитор — Шота Мілорава
- Художник — Леонід Мамаладзе